# 全国賃貸管理ビジネス協会
全国賃貸管理ビジネス協会（ぜんこくちんたいかんりびじねすきょうかい）は、1991年に全国の有力な賃貸住宅管理業者が多数集結して、管理業の近代化と入居者の保護、家主の皆様の便益向上や会員企業の事業発展などを目的に設立された団体。
略称・通称は「全管協」（ぜんかんきょう）。

## 解説
日本最大級の賃貸管理会社ネットワークであり、会員が相互に切磋琢磨しながら、成功事例を共有し成長していくことができる環境を提供している。
組織は、東京本部と全国13支部（北海道支部・北東北支部・南東北支部・関東支部［北関東ブロック・南関東ブロック・甲信ブロック］・東海支部・北陸支部・関西支部・中国支部・四国支部・九州支部・沖縄支部）で構成。

## 経営理念
会員企業の事業発展と、社員の夢と希望の実現を目指す未来創造共同体

## 活動方針
管理業務を営む経営者のネットワークを通じて、有益な経営ノウハウを公開・共有します。

最新かつ有効な情報をタイムリーにお届けします。

## 沿革
- 1991年8月　全国の有力賃貸管理業者17社が結集し、「全国賃貸管理業協議会」を設立
- 1994年4月　本会の事業会社「株式会社賃貸管理ネットワーク」を設立
- 1995年4月　事業会社名を株式会社賃貸管理ビジネスネットワークに変更
- 1997年4月　共済事業部を分離・独立し「全国賃貸管理業共済会」を設立
- 2001年10月　ビジネス団体名を『 全国賃貸管理ビジネス協会』に改称
- 2023年4月　全国賃貸管理業共済会を全国賃貸管理ビジネス協会に再統合
- 2006年9月　「賃貸管理ビジネスNAVI」サイトをスタート
- 2007年10月　株式会社全管協共済会設立
- 2008年3月　株式会社全管協共済会が、少額短期保険業者登録「関東財務局長（少額短期保険）第16号」
- 2008年4月　社団法人全国賃貸住宅経営協会と災害時における民間賃貸住宅借上げ制度（みなし仮設住宅）の実施について提携
- 2011年3月　3団体による東日本大震災対策スタート
- 2011年10月　株式会社全管協SSIホールディングス設立
- 2011年10月　エタニティ少額短期保険株式会社を子会社化
- 2011年11月　全管協　創立20周年記念大会開催
- 2012年9月　全管協総研、株式会社全管協サービス設立
- 2014年6月　「自民党ちんたい支部」を47都道府県に設立
- 2016年8月　共済事業部を分離・独立し「全国賃貸管理業共済会」を設立
- 2017年5月　ネットライフ火災少額短期保険株式会社を子会社化
- 2018年12月　株式会社全管協共済会を「全管協少額短期保険株式会社」に社名変更
- 2019年10月　台風19 号等に関わる災害支援
- 2020年6月　賃貸住宅の管理業務等の適正化に関する法律案の可決成立
- 2020年7月　令和2 年7 月豪雨災害の被災者支援
- 2021年6月　株式会社全管協SSIホールディングスから「全管協れいわ損害保険株式会社」に社名変更
- 2021年11月　全国賃貸住宅修繕共済協同組合を設立
- 2021年11月　全管協　創立30周年記念大会開催
- 2022年3月　ウクライナ避難民への無償住宅提供支援
- 2023年3月　トルコ・シリア地震救援金の贈呈（日本赤十字社へ）
- 2023年6月　全管協会長に三好修就任　全管協名誉会長に高橋誠一就任
- 2023年9月　新会員制度「ちんたい経済連」発足
- 2023年12月　ウクライナ復興支援 サッカーチャリティーマッチ開催
- 2024年1月　会員数2,000社突破
- 2024年3月　新会員制度「プレミア準会員」発足
- 2024年3月　能登半島地震災害支援
- 2025年6月　全管協会長に水野隆司が就任